# Wyk
Wyk – wieś w Polsce położona w województwie podlaskim, w powiecie łomżyńskim, w gminie Zbójna.
| SIMC    | Nazwa | Rodzaj    |
| ------- | ----- | --------- |
| 0412642 | Budy  | część wsi |

Wierni kościoła rzymskokatolickiego należą do parafii Matki Bożej Różańcowej w Kuziach lub do parafii św. Wincentego á Paulo w Zbójnej.

## Historia
W latach 1921–1939 wieś leżała w województwie białostockim, w powiecie kolneńskim (od 1932 w powiecie ostrołęckim), w gminie Gawrychy.
Według Powszechnego Spisu Ludności z 1921 roku zamieszkiwały tu 374 osoby w 66 budynkach mieszkalnych. Miejscowość należała do parafii rzymskokatolickiej w m. Kuzie. Podlegała pod Sąd Grodzki w Kolnie i Okręgowy w Łomży; właściwy urząd pocztowy mieścił się w m. Zbójna.
W okresie międzywojennym część mieszkańców wyemigrowała i osiedliła się w Dubnicy Kurpiowskiej.
W wyniku agresji Niemiec we wrześniu 1939, miejscowość znalazła się pod okupacją niemiecką. Została włączona w skład III Rzeszy.
W latach 1975–1998 miejscowość administracyjnie należała do województwa łomżyńskiego.